# Sabine Bau
Sabine Bau, född den 19 juli 1969 i Würzburg, Tyskland, är en tysk fäktare som tog OS-brons i damernas lagtävling i florett i samband med de olympiska fäktningstävlingarna 2000 i Sydney.